# Rhaphidostichum macrostictum
Rhaphidostichum macrostictum là một loài rêu trong họ Sematophyllaceae. Loài này được (Broth. & Paris) Broth. mô tả khoa học đầu tiên năm 1925.